# 舘井啓明
舘井　啓明（たてい　ひろあき、1937年 - 1995年 ）は韓国京城府（現・ソウル特別市）出身の画家。新作家美術会、赤光社、福島青美会、会員

## 経歴
- 1937年　韓国京城府（現・ソウル特別市）に生まれる
- 1944年　両親の出身地である福島県伊達町に移住
- 1956年　福島県立福島高等学校卒業
- 1961年　武蔵野美術大学油絵科卒業、福島青美会参加
- 1961年　西川産業株式会社デザイン部入社、福島市内中合デパートにおいて個展開催、アンデパンダン展出展
- 1971年　西川産業株式会社退社、渡仏。以後画業に専念、渡仏中にサロン・ドートンヌ展等に出品
- 1974年　帰国、赤光社会員、帰国後も急逝するまで、ヨーロッパ、北米、南米、インドなど精力的にスケッチ旅行を行う
- 1976年　北海道、福島県、東京都等において急逝するまで毎年個展を開催
- 1978年　福島全逓会館に油絵壁画「祭典」を制作
- 1982年　北海道のアトリエが全焼。自己の作品や収集した絵画など600点以上が焼失
- 1995年　福島県福島市のアトリエにおいて脳内出血のため急逝
- 1995年　後援会により1998年まで遺作展が毎年開催される
- 1998年　後援会により舘井啓明作品集が発行される
- 1999年　北海道七飯町に舘井啓明記念アトリエ館が開館
- 2010年　伊達市梁川美術館において舘井啓明展が開催される
- 2011年　アメリカニューヨークにおいて遺作展「ラスト・サムライ」が開催される

## 個展
- 北海道　ボーニア・アネックス、函館太動ギャラリー、札幌時計台文化会館ギャラリー、函館ギャラリー、札幌東急デパート
- 福島市　中合デパート、ふくしま画廊、三桜社画廊、画廊喫茶みち
- 東京都　みつぎ画廊、銀座画廊、新宿小田急デパート本館、東京銀座松坂屋
- その他多数開催

舘井は1981年の個展開催に際して、こう記している。「いつの頃からか ふと。一人で旅をするのが好きになりました。それは僕の内なるものが駆り立てる未知への憧憬でしょうか。太陽の下できらきらと光る海、そして山、湖 赤い屋根のある白壁の静かなたたずまい 知らず知らずに手が動くまま心に書き留めたのがこれらのスケッチです。」

## 公立美術館・公的機関によるコレクション
- 伊達市梁川美術館

## 評論
1962年「舘井啓明個展に際して」植村鷹千代（美術評論家）
舘井啓明君の作品の特色は、まず非常に真剣なものを感じさせるという点にあると私は思う。彼も若い活動的な作家だが、若い作家層には流行を敏感に摂りいれて器用にこなす巧者が多すぎるのである。だが、彼は決して巧者ではない。真剣だから大胆で、かなり型破りの奔放さもみせるが後味に何かしら消しきれないものを残す。時には無気味に迫る後味さえ残ることがある。これは画面の中に作者が実在する事を証明する貴重なアリバイなのである。
舘井君は人間から眼を放さない。それは自分をきびしくみつめ、試す態度でもある。この思想は、今日の絵画の思考として、調子の高い、本格的な考え方である。この思想を制作の支柱として続ける限り、彼の作品は、必ず上昇するに違いない。郷里では第１回の個展らしいが、それが、この有望な郷土作家にとって、勇気を鼓舞される機会になることを、私は祈っている。
1974年「舘井啓明の居る風景―舘井啓明個人展雑感」半野　史（詩人）
舘井啓明が1年ぶりで個展を開いた。1月15日から20日にかけて、ふくしま画廊が開催した＜舘井啓明個人展＞である。欧州・北海道を描く、というサブ・タイトルつきで、舘井が1971年から1972年にかけて、パリを中心に廻ったヨーロッパ各地の風景と、現在住んでいる北海道の大沼公園をはじめとする函館などの風景が主になっている。
舘井という画家は、元来人物を重点に描いてきたので、今回のように風景だけで30点余を出品することは珍しいことである。それだけに、彼の芸術を愛する者にとって、これは見逃せない個展であった。
私は、会場に入って、一層そんな感じを強く持った。
大胆な色の使い方、対象を見つめる誠実な眼、風景と画家の心の澄み切った調和、それらが一体となって、楽しい作品を作り出している。昨年、人物を描いた個展の時にも思ったことだが、その色彩の自由な使い方、大胆さは、舘井の色彩への自信と熱情を充分に伝えている。そして風景画に於いて、それは更に拡がりを持ったといえよう。ここには、小手先で小さくまとめあげたような、いわゆる装飾的風景は全く見られない。画家が、自然と語り、自然の中に在る人間の生活を、暖かくみつめる眼がある。それは時にユーモアさえも含んでおり、美しい協奏曲を聞いているような気持になる。
人物を中心に活動してきた彼は、無類の人間好きである。それが風景画に於いてもよく感じられるのは、家とか、道とか、人に匂いのするものが在る風景と、全く山ばかりの風景とを見比べてみれば明確である。特に、家のある風景を、何と愛をこめて描いている事だろう。「当別のトラピスト聖堂」などは牧歌的で、一つのメルヘンを思わせる。
舘井は、今回の風景画の中で、確実に、一つの進歩をしている。人物にみる激しさ、鋭角的な情熱に加えて、風景では、豊かな拡がりと安定感を得ている。会場の、どの風景の中にも、舘井という画家がいるのだ。そこにこの画家の豊かな生命力がある。
舘井啓明は、期待させる何か、をいつも持たせる画家だ。自分自身の色彩を使って、たえず意欲的な冒険を試みている。それが舘井啓明の魅力である。この次はどんな絵を見せてくれるの、私は今から楽しみにしている。
1977年「舘井啓明個人展によせて」橋本三郎（国画会会員）
舘井君は画家を志す人には最も大切な純粋な心を持つ、名利に恬淡な芸術にのみ心根をかたむける得がたい素質に恵まれた作家である。
近頃そんな心を持つ若い人はほとんど見当たらなくなったのは残念だが、時流に流されず一本筋金が入っているのは実にさわやかなものがある。もちろん今度の個展も舘井芸術を完成する課程のものだが、願わくば充実した発表である事を。
1998年「舘井啓明画集発刊に当たって」吉田修一（福島市長　当時）
私と画家舘井氏のかかわりは1980年に始まる。彼が福島で個展などを通しての画家活動が活発になった時期である。その後、舘井氏の後援会長をしていた義兄上野廣志の逝去に伴い、後任会長になられた高橋睦雄氏に要請され、後援会顧問になり現在に至る。
絵画に対する造詣の浅い私だが、舘井氏の個展を初めて見た時のあの感動が忘れられない。清純な中での強烈な色彩とフォルム、個性溢れる作品群に圧倒されたことを昨日のように思い起こすことができる。
舘井氏は公募展に出品することは少なかったが、どの作品群にあっても異彩を放ったことと確信する。このことは、舘井氏が言う「自らの信念を息長く表現していく」を実践された結果と考える。
彼はこの思いを達成するため、水彩、油彩にとどまらず、エッチングなどの多様な技法の習得にも努めた。その上、ヨーロッパ各地を始めとし、米国、メキシコ、インド、スペイン、モロッコ、をスケッチ旅行し、数々の作品を残した。
この度、志なかばで逝去された彼の偉業を後世に残すため、後援会の方々の努力で画集が発刊できる運びになったことを何よりも嬉しく思う。この画集がひとりでも多くの人の手に取られ、心の糧になることを願う次第である。
2010年「舘井啓明展―志なかばで逝った反逆の画家」伊達市梁川美術館
伊達市梁川美術館では、伊達市誕生以来4年の間、合併した5つの地域の相互理解や市民の交流が盛んになることを願い、いくつかのシリーズを設けて企画展を行ってまいりました。
「シリーズ：伊達の美術家たち」は伊達市に生まれる、住む、働くなど、過去、現在を問わず伊達市と係ったアーティストを取り上げて人物や作品を紹介するもので、第１回は「大橋城（おおはしきずく）展」、第２回は「鈴木正紀（すずきまさとし）展」を開催いたしました。
第3回となる今展は、少年時代の13年間を旧伊達町で過ごした画家・舘井啓明（たていひろあき）を取り上げ、その作品と生きざまを紹介する物です。
舘井啓明は1937年韓国ソウル生まれ。終戦によって日本へ引き揚げ、高校卒業までを旧伊達町で過ごしました。武蔵野美術大学での卒業制作展に出品した「死せる我が像」が当時客員講師だった岡本太郎の眼にとまり、「これは天才の絵だ！」と称賛されたことは、今なお周囲の人々に語り伝えられています。
美術家にありがちな気難しさは無く、快活で時にはひょうきんな様子で人を笑わせ、多くの人に愛されながらも、一方ではいかなる困難にも耐えて屈しない強固な意志の持ち主でもありました。
生涯、画壇に背を向け、個展を通しての作品発表にこだわり続けたことから、時に反骨の画家、反逆の画家と言われることもあります。彼の作品は年令をますごとに荒々しい筆致や激しい色の対比が目立つようになり、新表現主義への傾倒が目立つようになります。長年待ち望んだニューヨークでの個展の話は、アメリカ経済の不況から「待て！」の知らせが入り、ついに実現せぬまま1995年3月、2度目の脳梗塞に襲われてこの世を去りました。
今展では北海道七飯町に残された作品から選んだ大きな作品を中心に、かつて彼を支えた人たちが所蔵する作品を借用して開催するものです。
私たちの周囲にこのような人がいたことを知って、ふるさとの豊かさを感じていただければ幸いです。

## 出版物
- 舘井啓明作品集